# Ханзала ибн Абу Амир

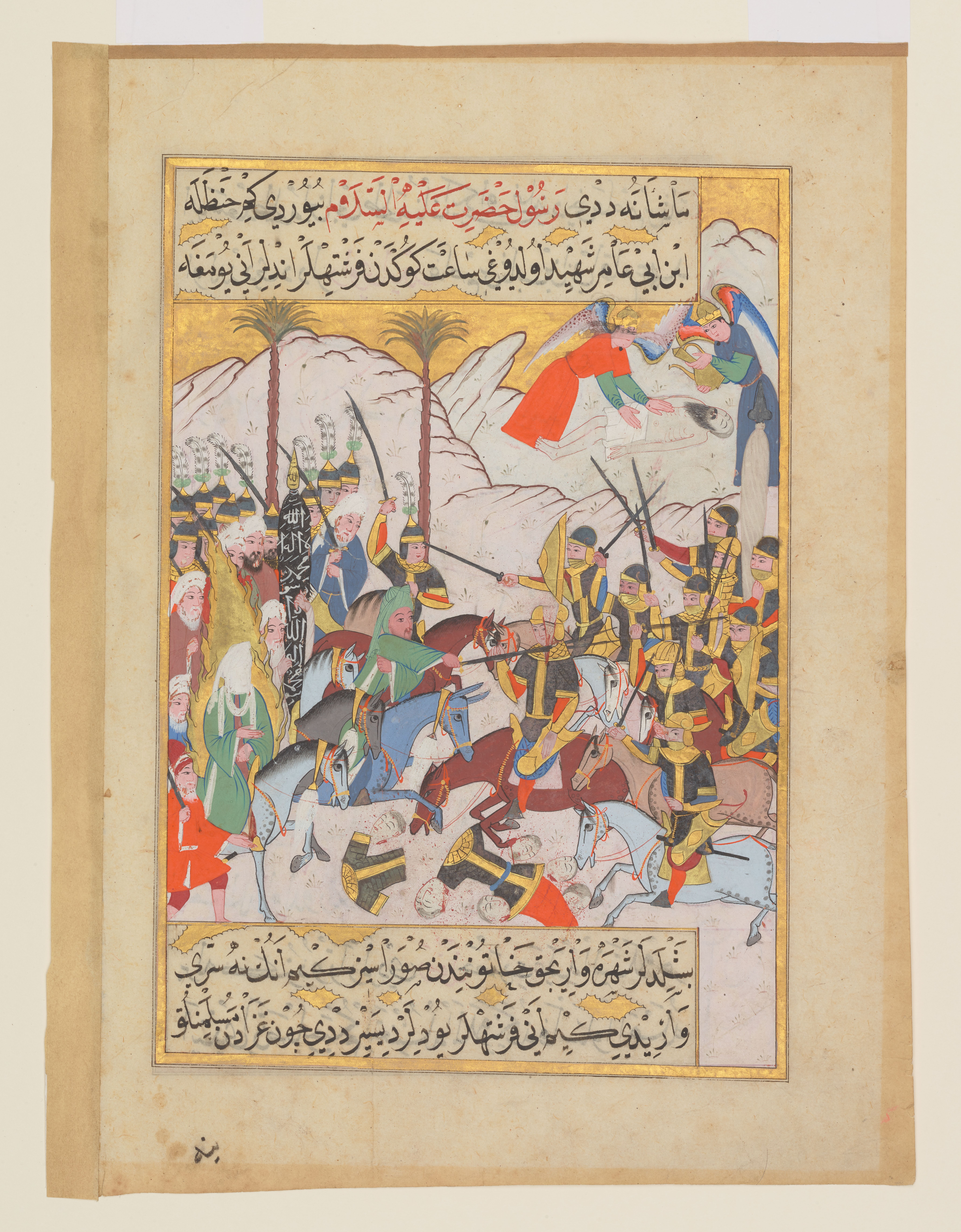
Ангелы омывают тело Ханзалы, павшего в битве при Ухуде (625), из «Жизни Пророка» (Сийер-и Неби). Создано Мустафой Дариром, Константинополь (современный Стамбул), датировано 1594-1595 гг.

Ханзала ибн Абу Амир (араб. ﺣﻨﻈﻠـة ﺍﺑﻦ ﺍﺑﻲ ﻋﺎﻣﺮ‎; ум. 23 марта 625, Ухуд) — сподвижник исламского пророка Мухаммеда. Он принадлежал к племени Бану Аус из ансаров. Его отец, Абу Амир, как считается, был христианином. Ханзале было всего 24 года, когда он погиб в битве при Ухуде, сражаясь с многобожниками. Ханзала, будучи пехотинцем, напал на лошадь Абу Суфьяна ибн Харба. Однако Абу Суфьян ибн Харб был спасён Шаддадом ибн аль-Асвадом (также известным как Ибн Шауб), который затем убил Ханзалу.
Ханзала отправился на поле битвы, чтобы ответить на призыв джихада, оставив свою жену Джамилу, дочь Абдуллаха ибн Убайй, в их первую брачную ночь. У него не было времени совершить гусль (омовение). Говорится, что Мухаммед видел, как ангелы купали Ханзалу между небом и землей свежей дождевой водой, хранившейся в серебряных сосудах. Из-за этой чести Ханзала получил титул Гасиль аль-Малаика (араб. غسيل الملائكة‎) или тот, кого очистили ангелы. Его сын, Абдуллах ибн Ханзала, командовал народом Медины в противостоянии омейядскому халифу Язиду I ибн Муавии.